# Lilla Bygölen
Lilla Bygölen är en sjö i Motala kommun i Östergötland och ingår i Motala ströms huvudavrinningsområde.